# Felix Stahl
Felix Stahl, född 9 december 1912 i Polen, död 1 december 1974 i Katarina församling, Stockholm var en svensk kompositör. Stahl skrev mycket populärmusik ofta till texter av sin hustru. Stahl var jude och före detta Auschwitzfånge. Han överlevde tack vare sin musikaliska förmåga.Han spelade piano i mansorkestern i Auschwitz.
Felix Stahl var gift med Lisbeth Stahl, som skrev den svenska texten till sången "Vita Syrener" som gjordes populär av Gerd Persson och Lily Berglund i slutet av 1950-talet.De ägde ett skivbolag som senare såldes till Stickan Andersson och Abba medlemmarna som fick namnet Polar.

## Filmmusik
- Du gav mig en ros i filmen Gatan från 1949.